# タクチ本

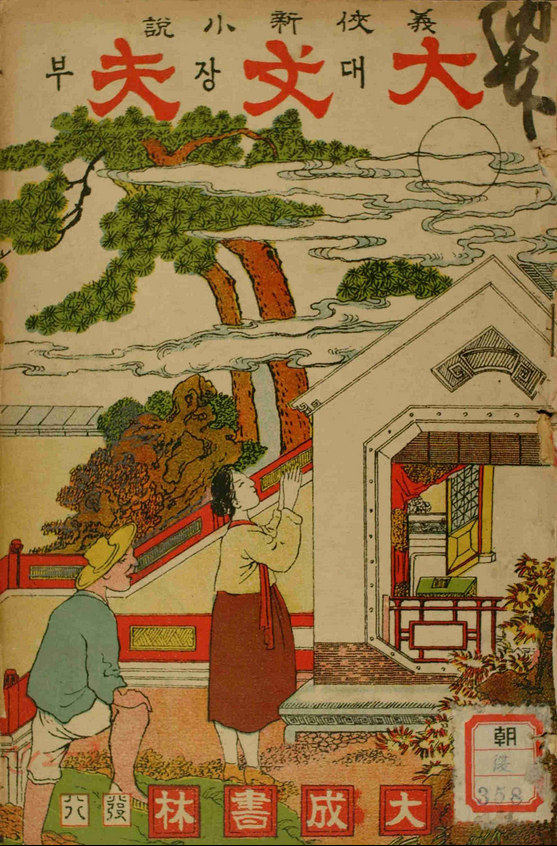
タクチ本小説『大丈夫』

タクチ本（タクチぼん、朝鮮語: 딱지본）は、日本統治時代の朝鮮半島において、1920年代から1930年代にかけて流行した廉価な出版物。名称は、表紙がめんこ（タクチ）のようにカラフルだったことによる。
タクチ本は鉛活字を用い、西洋式印刷技術で大量に印刷された。6銭（これは当時の麺類1杯分程度の価格である）で売られていたことから、「六銭小説」とも呼ばれた。書籍のサイズはおおよそ四六判であり、文章はハングル縦書きで綴られた。「旧活字本」（구활자본）、「活字本」（활자본）などとも呼ばれる。
タクチ本の多くは小説であり、『洪吉童伝』『沈清伝』『春香伝』といった古典小説のみならず、『長恨夢』などの新小説、『金庾信実記』など歴史上の人物を扱った小説、1923年に悲恋の果ての自殺（情死）事件 (ko:강명화 자살 사건) を起こして話題となった平壌の妓生・康明花（カン・ミョンファ）を題材にした小説などがある。このほか、ジョーク集や、さまざまな歌を載せた雑歌集、『怪傑張作霖』（1929年初版）など同時代の人物を扱った評伝も出版された。
タクチ本のカラフルな表紙には「書物とは厳粛なもの、という通念を打ち破るほどの印象があった」と朝鮮日報記事（日本語版2010年7月18日付）は紹介する。1935年の調査では、『春香伝』が年間7万部、『沈清伝』が同6万部、『洪吉童伝』は同4万5000部を売り上げている。成均館大学校のチョン・ジョンファン（천정환）教授は、「旧活字本小説は読書が大衆化・近代化する決定的な契機になった」と評価する。
韓国の各図書館が所蔵するタクチ本についてはデジタル化とネット上での公開が進んでいる。2010年7月にはソウル大学校中央図書館がデジタル展示会「韓国タクチ本サイバー展示展」を行った。2011年11月に韓国国立中央図書館がデジタル化の完了を記念して開催した開館66周年特別展では、「雑誌創刊号」「教科書」「外国人の韓国誌」「古地図」「古文献」「北朝鮮の文書」など12分野が特集されてその代表的な蔵書が取り上げられ展示されたが、「タクチ本」も1分野として取り上げられた。